# Cnephasia wimmeri
Cnephasia wimmeri es una especie de polilla perteneciente al género Cnephasia, categorizada en la tribu Cnephasiini, de la subfamilia Tortricinae.

## Distribución
Se distribuye por Chipre.

## Taxonomía
Fue descrita por Arenberger en 1998 y publicada por primera vez en (Cnephasia), Stapfia 55: 305.